# Echidnophaga ambulans
Echidnophaga ambulans är en loppart som beskrevs av Arthur Sidney Olliff 1886. Echidnophaga ambulans ingår i släktet Echidnophaga och familjen husloppor.

## Underarter
Arten delas in i följande underarter:
- E. a. ambulans
- E. a. inepta